# 바르다 김선생
바르다 김선생은 죠스푸드에서 운영하는 대한민국의 프리미엄 김밥 프랜차이즈이다. 흔히 김선생으로 부르고 있다. 김밥뿐 아니라 만두, 덮밥 등 다양한 분식류를 판매하고 있다. 일반적인 김밥 가격보다는 다소 비싸나, 건강한 식재료와 깔끔한 인테리어로 가맹 사업 1년 만에 100호점을 넘게 세우며 프리미엄 김밥 시장의 브랜드로 자리 잡았다.